# Reichsstraße 158

Die Reichsstraße 158 (R 158) war bis 1945 eine Staatsstraße des Deutschen Reichs. Sie führte von Berlin-Weißensee über eine Länge von 440 Kilometern bis nach Lauenburg (polnisch: Lębork) im östlichen Hinterpommern und war neben der Reichsstraße 1 und der Reichsstraße 2 die dritte wichtige Ost-West-Verbindung nach Pommern.
In den 1990er Jahren wurde der Beginn der jetzt Bundesstraße 158 genannten alten R 158 von Berlin-Weißensee nach Berlin-Biesdorf verlegt, und sie erreicht in Ahrensfelde die alte Straßenführung. Während die Bundesstraße 158 in Altglietzen nach Norden über Parstein nach Angermünde geführt wird, verlief die ehemalige R 158 weiter nach Osten über die Oder (der Abschnitt zwischen Altglietzen und deutsch-polnischer Grenze wird heute als Bundesstraße 158a bezeichnet). Auf dem heute polnischen Staatsgebiet übernehmen mehrere Woiwodschafts- bzw. Landesstraßen (Droga wojewódzka = DW bzw. Droga krajowa = DK) den Verkehr der alten R 158: DW 124, DK 26, DW 121, DW 122, DW 106, DK 20, DW 212 und DW 214.

## Straßenverlauf der R158
() (ehemalige Reichsstraße 158):
Stadt Berlin (heute: Bundesland Berlin):
(heute: Bezirk Pankow)

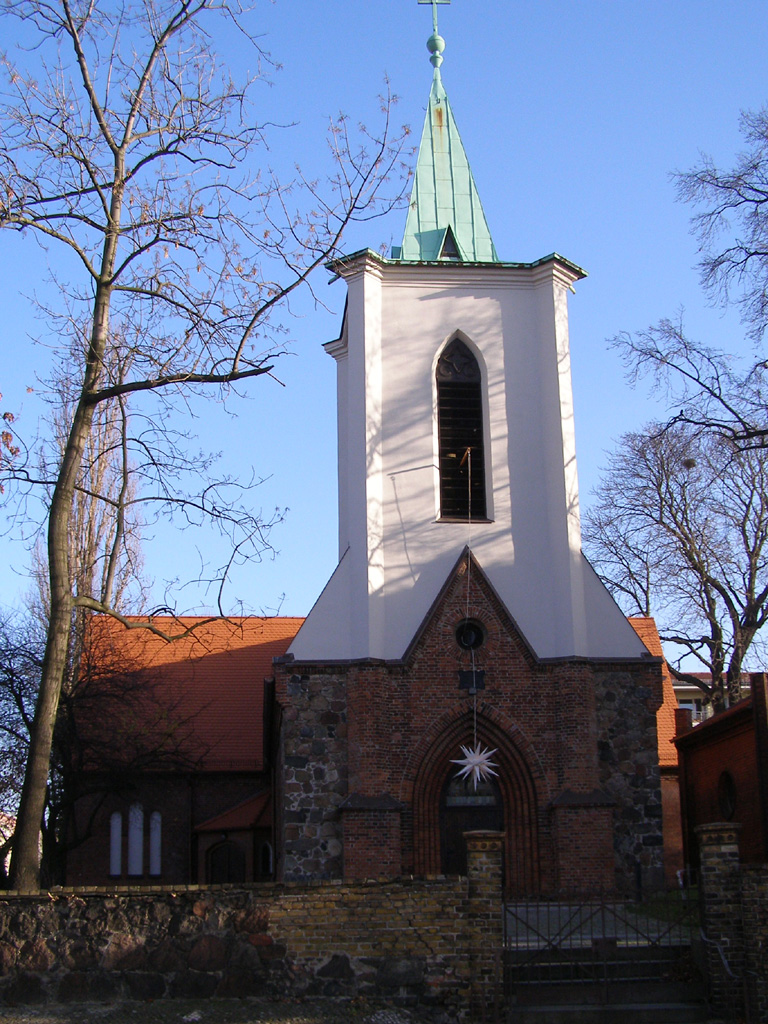
Die Pfarrkirche Berlin-Weißensee am ehem. Abzweig der R 158 (Falkenberger Straße) von der R 2 (Berliner Allee)

- Berlin-Weißensee (Falkenberger Straße/Berliner Allee) (Anschluss: R 2, heute B 2)

(heute Bezirk Lichtenberg)
- Berlin-Hohenschönhausen (Falkenberger Chaussee)
- Berlin-Falkenberg

 (heutige Bundesstraße 158):
Provinz Brandenburg (heute: Bundesland Brandenburg):
Landkreis Niederbarnim (heute: Landkreis Barnim)
- Ahrensfelde

Landkreis Oberbarnim
- Werneuchen

(heutiger Landkreis Märkisch-Oderland)
- Leuenberg
- Steinbeck
- Bad Freienwalde (Oder) (Anschluss: R 167, heute B 167)

Landkreis Königsberg Nm.
- Altglietzen

(heutige Bundesstraße 158a):
- Hohenwutzen

o heutiger deutsch-polnischer Grenzübergang o
~ Oder (Odra) ~
 (heutige Droga wojewódzka 124):
(heutige Woiwodschaft Westpommern):
(heutiger Powiat Gryfiński (Kreis Greifenhagen))
- Niederwutzen (Osinów Dolny)
- Zehden (Cedynia)
- Mantel (Mętno)

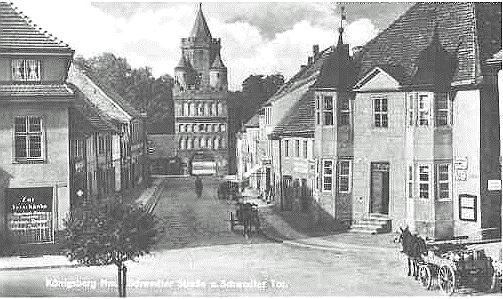
Königsberg (Neumark) (Chojna) um 1900

- Königsberg (Neumark) (Chojna) (Anschluss: R 166, heute DK 31)

 (heutige Droga krajowa 26):
- Bad Schönfließ (Trzcińsko-Zdrój)

Landkreis Soldin
- Rufen (Rów)

- (zwischen Rufen und Bahn Vereinigung der R 113 mit der R 158) -
 (heutige Droga wojewódzka 121):
Landkreis Greifenhagen
- Neuendorf (Piaseczno)
- Bahn (Banie) (Anschluss: R 113)

 (heutige Droga wojewódzka 122):
- Rohrsdorf (Parnica)

Landkreis Pyritz (heute: Powiat Pyrzycki)
- Rackitt (Rokity)
- Pyritz (Pyrzyce) (Anschluss: R 112, heute DK 3 (= Europastraße 30))

 (heutige Droga wojewódzka 106):
- Friedrichsthal (Okunica)

~ Plöne (Plonia) ~
- Warnitz (Warnice)

- Klützow (Stargard-Kluczewo)

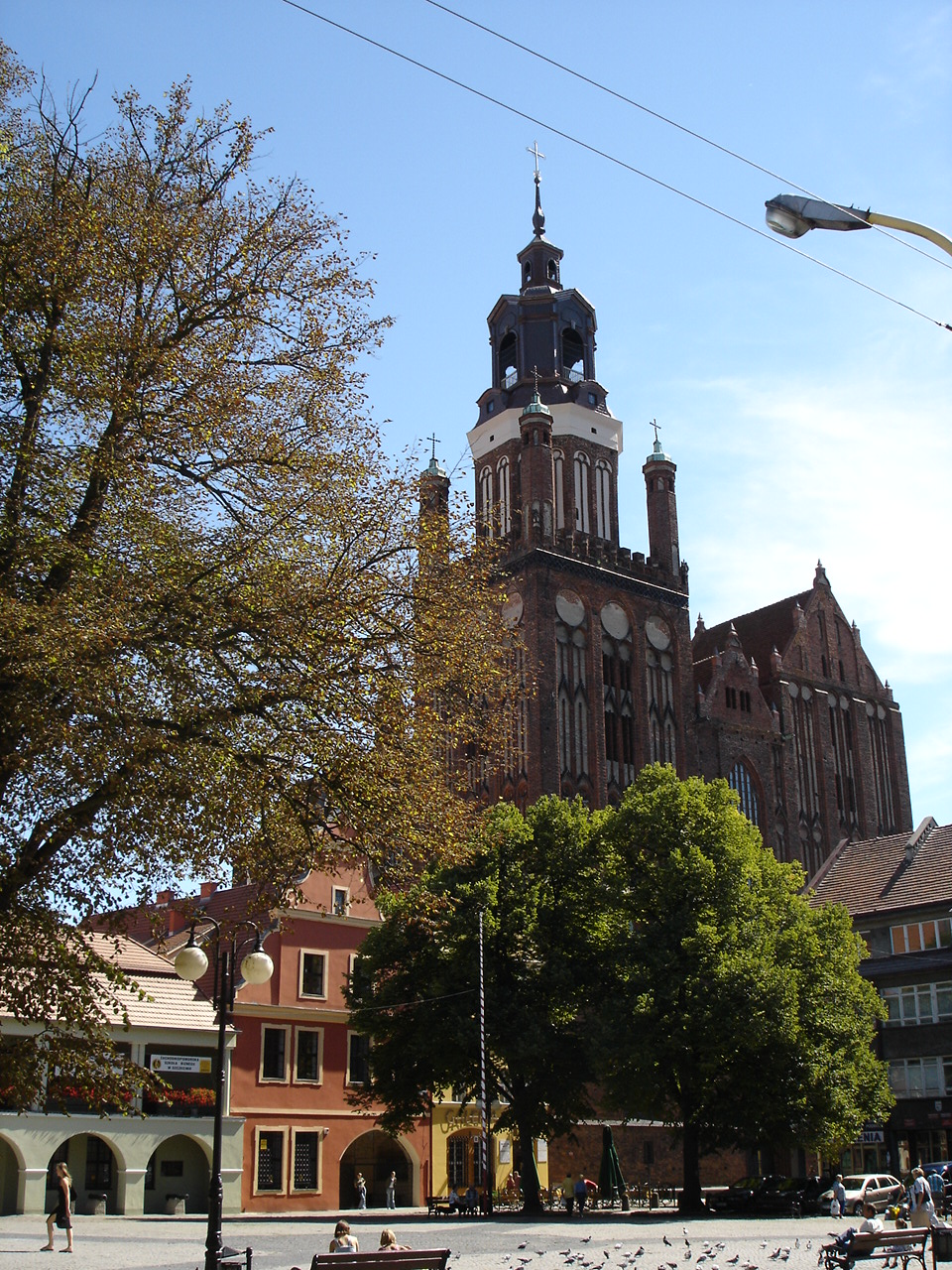
Markt mit Marienkirche in Stargard in Pommern

- Stargard in Pommern (Stargard) (Anschluss: R 104, heute DK 10, und R 163, heute DW 106)

 (heutige Droga krajowa 20):
Landkreis Saatzig (heute Powiat Stargardzki (Kreis Stargard))
- Pegelow (Gogolewo)
- Dahlow (Dalewo)
- Voßberg (Lisowo)
- Freienwalde in Pommern (Chociwel)

Landkreis Regenwalde (heute Powiat Łobeski (Kreis Labes))
- Wangerin (Węgorzyno) (Anschluss: R 162, heute DW 151)
- Gienow (Ginawa)

Landkreis Dramburg (heute Powiat Drawski)
- Dramburg (Drawsko Pomorskie) (Anschluss: R 164, heute DW 175)
- Zülshagen (Suliszewo)
- Falkenburg (Złocieniec)

Landkreis Neustettin
- Heinrichsdorf (Siemczyno)

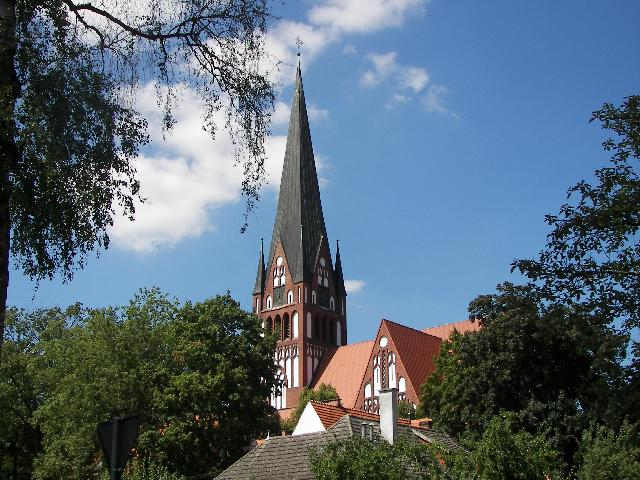
Die Pfarrkirche in Neustettin (Szeczecinek)

- Tempelburg (Czaplinek) (Anschluss: R 124, heute DW 163, sowie R 159, heute DW 171)
- Zicker (Sikory)

(heute: Powiat Szczecinecki (Kreis Neustettin))
- Lubow (Łubowo)
- Eulenburg (Silnowo)
- Hütten (Sitno)
- Neustettin (Szczecinek) (Anschluss: R 160, heute DK 11)
- Groß Küdde (Gwda Wielka)

Landkreis Schlochau
- Ebersfelde (Przybrda)
- Baldenburg (Biały Bór)

(Heutige Woiwodschaft Pommern):
Landkreis Rummelsburg i. Pom. (heutiger Powiat Bytowski (Kreis Bütow))
- Falkenhagen (Miłocice)
- Klein Volz (Wołcza Mała)

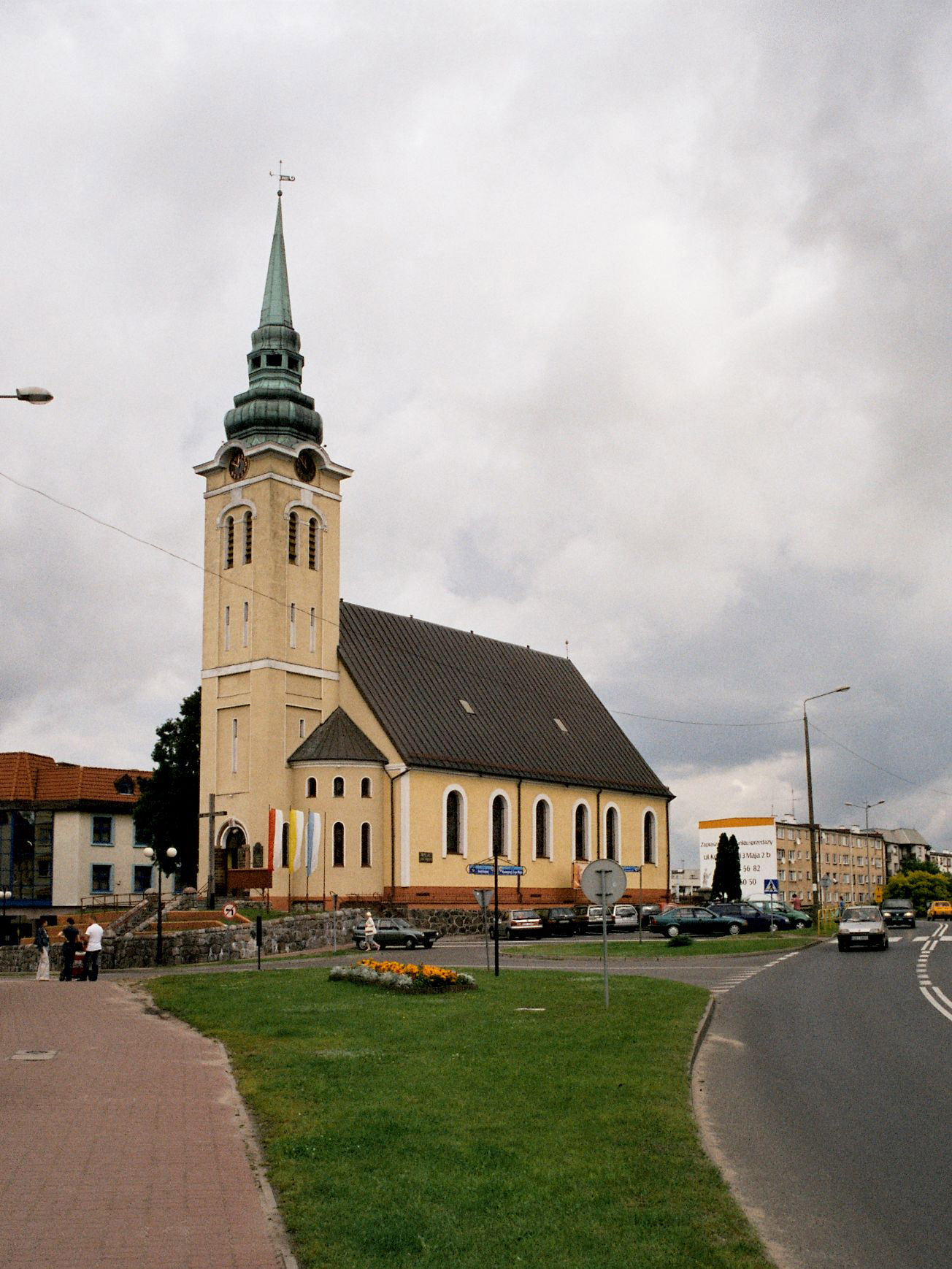
Die Pfarrkirche in Rummelsburg in Pommern (Miastko) aus dem Jahre 1730

- Rummelsburg (Miastko) (Anschluss: R 125, heute DK 21)
- Kremerbruch (Kramarzyny)

Landkreis Bütow
- Groß Tuchen (Tuchomie)
- Bütow (Bytów) (Anschluss: R 144, heute DW 209)

 (heutige Droga wojewódzka 212)
Landkreis Stolp
- Wundichow (Unichowo)
- Groß Nossin (Nożyno)
- Kleschinz (Kleszczyniec)
- Schwarz Damerkow (Czarna Dąbrówka)
- Wutzkow (Oskowo)

Landkreis Lauenburg i. Pom. (heute Powiat Lęborski)
- Zewitz (Cewice)
- Wussow (Osowo Lęborskie)

 (heutige Droga wojewódzka 214)
- Lauenburg in Pommern (Lębork) (Anschluss: R 2, heute DK 6 = Europastraße 28)